# Герб Братислави
Герб Братислави — офіційний символу столиці Словаччини, який відображає історичне значення і розвиток міста. Герб являє собою геральдичний щит іспанської форми, основне поле якого забарвлене в червоний колір. У центральній частині щита розташовується зображення стародавнього трибаштового чотирикутного замку Пожонь-Пресбург, побудованого в XII столітті. Цей замок зберігся в Братиславі понині і в даний час називається Братиславським Градом. Решітчасті ворота мурів наполовину підняті. На гербі сам замок виконаний білим кольором, а ворота — золотим. Ворота цього замку на гербовому малюнку відкриті, символізуючи гостинність та взаємодопомогу жителів міста. Вперше це зображення на гербі Братислави з'явилося в 1436 році. Герб Братислави в сучасному вигляді прийнятий в 1919 році.